# Ліберальна партія Македонії
Ліберальна партія Македонії (мак. Либерална партија на Македонија) — ліберальна політична партія Республіки Македонії. Заснована у 1999 році. Лідер — Івонн Величковський.
На парламентських виборах 2011 року партія у складі коаліції з Соціал-демократичним союзом Македонії отримала одне місце.